# Морська могутність (геополітична концепція)
Теорія Морської могутності (англ. Sea Power, також «Морської сили») — геополітична концепція Альфреда Мехена, яка каже, що головним чинником сили держави є наявність військово-морського флоту.
Термін вперше згадується у його праці «Вплив морської сили на історію, 1660–1783» 1890 року.

## Створення
Як військово-морський експерт, Мехен вважав панування Великої Британії на морях тим прикладом, який потрібно досягти і перевершити. Найвідомішим досягненням Мехена у галузі теоретичних знань було сформулювання концепції «морської могутності» одночасно з англійським віце-адміралом Філіпом Коломбом. У цій теорії Мехен казав, що «військово-морський флот морських океанічних країн (на відміну від сухопутніх країн) відіграє вирішальну роль у забезпеченні могутності держави».
Також Мехен виділив 6 основних чинників, що впливають на морську могутність націй:
- природні чинники
  - географічне розташування відносно інших країн
  - наявність гаваней, портів
  - протяжність берегових ліній
- людські чинники
  - кількість населення, що може працювати на флоті
  - здатність населення займатися торгівлею
  - тип політичної системи, що по-різному впливає на розвиток флоту

Для забезпечення могутності держави, згідно з Мехеном, морські країни мають розвивати як військовий флот (як підтримання боєздатності самого військового флоту, так і створення для нього баз у всьому світі), так і розвиток торгового флоту (задля забезпечення перевезень як у мирний час, так і під час війни, а також виконання спільних завдань із армією).
Концепцію морської сили Мехен записав формулою:

МГ=ВФ+ТФ+ВБ

де МГ — Морська могутність, ВФ — Військово-Морський Флот, ТФ — Торговий Флот, ВБ — Військово-Морські Бази.